# Sent Lon
Sent Lon (occità Sent Leon) és un municipi del departament francès de l'Alta Garona, a la regió d'Occitània.